# Азійський клубний чемпіонат 1969
Азійський клубний чемпіонат 1969 — другий розіграш азійського клубного турніру під егідою АФК. В ньому брали участь 10 клубів, з 10 асоціацій. Всі матчі вібулися в Таїланді. 
Переможцем турніру став ізраїльський Маккабі.

## Формат і учасники
У порівнянні з першим розіграшом формат турніру зазнав докорінних змін. Всі матчі турніру приймав Таїланд. В турнірі брали участь 10 клубів із 10 країн. На першому етапі всі клуби бури розділені на дві групи по 5 команд. Вони грали між собою в одне коло. По два кращі клуби з кожної групи кваліфікувалися до півфіналу.

### Список учасників
| Груповий турнір         | Груповий турнір       | Груповий турнір           | Груповий турнір        |
| ----------------------- | --------------------- | ------------------------- | ---------------------- |
| Коулун Моторс (Гонконг) | Маккабі (Тель-Авів)   | Майсоре Стейт (Карнатака) | Персеполіс (Тегеран)   |
| Перак (Іпох)            | Янджі (Сеул)          | В'єтнам Поліс (Хошимін)   | Бангкок Банк (Бангкок) |
| Маніла Лайонс (Маніла)  | Тойо Когйо (Хіросіма) |                           |                        |

## Груповий турнір
Матчі проходили з 15 по 26 січня 1969 року. Всіх учасників турніру було розділено на дві групи, по 5 клубів. Вони зіграли між собою в одне коло, по два кращі клуби з кожної групи продовжили участь в турнірі. 

За перемогу в матчі клубу нараховувалося 2 очки, за нічию - одне, за поразку - 0.

### Група А
| Клуб          | І | В | Н | П | ГЗ | ГП | О | РГ  |
| ------------- | - | - | - | - | -- | -- | - | --- |
| Янджі         | 4 | 4 | 0 | 0 | 17 | 1  | 8 | +16 |
| Майсоре Стейт | 4 | 2 | 1 | 1 | 5  | 8  | 5 | -3  |
| Бангкок Банк  | 4 | 1 | 2 | 1 | 6  | 3  | 4 | +3  |
| В'єтнам Поліс | 4 | 1 | 1 | 2 | 2  | 10 | 3 | +3  |
| Маніла Лайонс | 4 | 0 | 0 | 4 | 1  | 20 | 0 | -19 |

| 15 січня 1969 |

| Бангкок Банк | 1 – 1 | В'єтнам Поліс |
| ------------ | ----- | ------------- |
|              |       |               |

|  |

| 15 січня 1969 |

| Янджі | 5 – 0 | Майсоре Стейт |
| ----- | ----- | ------------- |
|       |       |               |

|  |

| 17 січня 1969 |

| В'єтнам Поліс | 7 – 0 | Маніла Лайонс |
| ------------- | ----- | ------------- |
|               |       |               |

|  |

| 19 січня 1969 |

| Майсоре Стейт | 1 – 1 | Бангкок Банк |
| ------------- | ----- | ------------ |
|               |       |              |

|  |

| 20 січня 1969 |

| Янджі | 7 – 0 | Маніла Лайонс |
| ----- | ----- | ------------- |
|       |       |               |

|  |

| 21 січня 1969 |

| Майсоре Стейт | 2 – 1 | В'єтнам Поліс |
| ------------- | ----- | ------------- |
|               |       |               |

|  |

| 22 січня 1969 |

| Янджі | 1 – 0 | Бангкок Банк |
| ----- | ----- | ------------ |
|       |       |              |

|  |

| 23 січня 1969 |

| Майсоре Стейт | 2 – 1 | Маніла Лайонс |
| ------------- | ----- | ------------- |
|               |       |               |

|  |

| 24 січня 1969 |

| Янджі | 4 – 1 | В'єтнам Поліс |
| ----- | ----- | ------------- |
|       |       |               |

|  |

| 26 січня 1969 |

| Бангкок Банк | 4 – 0 | Маніла Лайонс |
| ------------ | ----- | ------------- |
|              |       |               |

|  |

### Група B
| Клуб          | І | В | Н | П | ГЗ | ГП | О | РГ  |
| ------------- | - | - | - | - | -- | -- | - | --- |
| Маккабі       | 4 | 2 | 2 | 0 | 9  | 3  | 6 | +6  |
| Тойо Когйо    | 4 | 3 | 0 | 1 | 6  | 3  | 6 | +3  |
| Персеполіс    | 4 | 2 | 1 | 1 | 8  | 3  | 5 | +5  |
| Перак         | 4 | 1 | 1 | 2 | 9  | 9  | 3 | 0   |
| Коулун Моторс | 4 | 0 | 0 | 4 | 2  | 16 | 0 | -14 |

| 15 січня 1969 |

| Маккабі | 3 – 2 | Тойо Когйо |
| ------- | ----- | ---------- |
|         |       |            |

|  |

| 16 січня 1969 |

| Перак | 6 – 2 | Коулун Моторс |
| ----- | ----- | ------------- |
|       |       |               |

|  |

| 17 січня 1969 |

| Тойо Когйо | 1 – 0 | Персеполіс |
| ---------- | ----- | ---------- |
|            |       |            |

|  |

| 19 січня 1969 |

| Маккабі | 5 – 0 | Коулун Моторс |
| ------- | ----- | ------------- |
|         |       |               |

|  |

| 20 січня 1969 |

| Персеполіс | 4 – 2 | Перак |
| ---------- | ----- | ----- |
|            |       |       |

|  |

| 21 січня 1969 |

| Тойо Когйо | 1 – 0 | Коулун Моторс |
| ---------- | ----- | ------------- |
|            |       |               |

|  |

| 22 січня 1969 |

| Маккабі | 1 – 1 | Перак |
| ------- | ----- | ----- |
|         |       |       |

|  |

| 23 січня 1969 |

| Персеполіс | 4 – 0 | Коулун Моторс |
| ---------- | ----- | ------------- |
|            |       |               |

|  |

| 24 січня 1969 |

| Тойо Когйо | 2 – 0 | Перак |
| ---------- | ----- | ----- |
|            |       |       |

|  |

| 26 січня 1969 |

| Маккабі | 0 – 0 | Персеполіс |
| ------- | ----- | ---------- |
|         |       |            |

|  |

## Плей-оф

### 1/2 фіналу
Матчі вібулися 28 січня 1969 року.
| Команда 1 | Рахунок | Команда 2     |
| --------- | ------- | ------------- |
| Маккабі   | 6:1     | Майсоре Стейт |
| Янджі     | 2:0     | Тойо Когйо    |

### Матч за 3 місце
Матч відбувся 30 січня 1969 року.
| Команда 1  | Рахунок | Команда 2     |
| ---------- | ------- | ------------- |
| Тойо Когйо | 2:0     | Майсоре Стейт |

### Фінал
Матчі вібувся 30 січня 1969 року. Ізраїльтяни здобули перемогу в додатковий час.
| Команда 1 | Рахунок | Команда 2 |
| --------- | ------- | --------- |
| Маккабі   | 1:0     | Янджі     |

## Переможець
| Азійський клубний чемпіонат 1969 Переможець |
| ------------------------------------------- |
|                                             |
| Маккабі Перший титул                        |